# 丽塔·芙托娅诺
丽塔·芙托娅诺（英语：Rita Faltoyano，1978年8月5日—）是来自匈牙利布达佩斯的前色情演员和成人模特。自2000年出道以来，她已经出演了约400部电影。2003年，她获得AVN年度最佳外国女演员奖。

## 早期生活
丽塔·芙托娅诺的童年是在距布达佩斯约120公里远的祖父母农场度过的。她讨厌学习，仅对体育感兴趣。她特别热衷于骑马、游泳（三次获得匈牙利少年冠军）和田径竞赛。
受父母的鼓励，丽塔从16岁开始参加选美比赛，在西班牙布拉瓦海岸比基尼选美比赛中脱颖而出，接着赢得了多个国家的选美比赛。她的母亲曾在1974年荣获匈牙利小姐的称号。丽塔还在法语版的《花花公子》杂志上作为裸体模特首次亮相。

## 职业
在一次选美比赛中，一位杂志经纪人认识了丽塔，并邀请她出演皮埃尔·伍德曼（Pierre Woodman）计划在加勒比海拍摄的电影。她同意了这一邀请，并于2000年首次亮相。
丽塔从2002年开始与Private公司合作出演了该公司的重要作品，如《角斗士三部曲》（2002年）、《浮士德：性的力量》（2002年）、《埃及艳后》（2003年）。
她开始了在欧洲的职业生涯，但在2003年赢得AVN最佳欧洲女演员奖，之后她经常在北美拍摄成人电影。

## 个人生活
丽塔与两名色情演员有着一段众所周知的浪漫史。一位是Ramon Nomar，另一位是Tommy Gunn ，她于 2005 年至 2008 年结婚（离婚） 。
Rita与两位同行的色情男演员有过公开的恋爱历史。其中一位是雷蒙·诺玛（Ramon Nomar），另一位是汤米·冈恩，他们于2005年至2008年期间结婚（后离婚）。

## 人物
- 她胸部曾有一颗痣，但从她的Instagram上的照片中能看到这颗痣已经不见了，推测她可能做了手术将其去除。
- 根据她的电影作品记录，她只执导过一部作品，即2003年的《Show must go on》。在这部作品中，她与法国色情演员卡楚米有过对手戏。
- 她有三个弟弟。[3]
- 她在匈牙利国外作为美容模特的第一份工作是在西班牙布拉瓦海岸。[3]

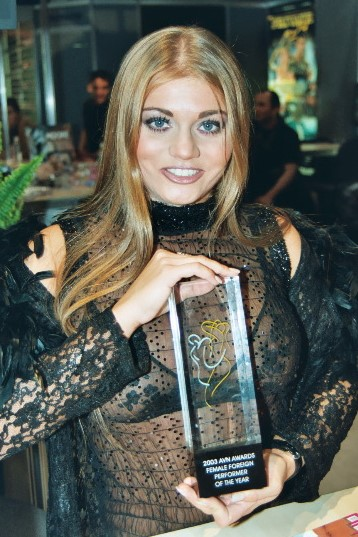
2003年丽塔获得AVN奖

## 获奖

### 选美大赛
- 1996 年：布拉瓦海岸比基尼大赛
- 1999年：布达佩斯小姐选美比赛
- 1999年：克罗地亚海滩小姐
- 2000年：匈牙利小姐东方选美比赛（第二名）
- 2001年：荷兰巨乳小姐
- 2002年：里约热内卢海滩小姐选美比赛

### 成人电影
- 2002 年：维纳斯（德国）- 东欧最佳女演员（与モニーク・コヴェット（英语）分享） [6]
- 2002年：巴塞罗那国际情色电影节（FICEB） - 最佳女配角：《浮士德：性的力量》。[7]
- 2003年：成人影带新闻奖- 最佳外国女演员[2]
- 2004 年：巴塞罗那国际色情电影节 (FICEB) - 最佳女同性恋场景（与Katsuni ）：Las Reinas de la Noche [8]
- 2002年：Venus奖（德国）- 东欧最佳女演员奖（与莫尼克·科维特同时获奖）
- 2002年：巴塞罗那国际色情电影节（FICEB）- 最佳女配角奖：《浮士德：性的力量》
- 2003年：AVN奖 - 最佳外国女演员奖 2004年：巴塞罗那国际色情电影节（FICEB）- 最佳女同性恋场景（与卡楚米一起）：《夜之女王们》